# Chrysso vittatula
Chrysso vittatula là một loài nhện trong họ Theridiidae.
Loài này thuộc chi Chrysso. Chrysso vittatula được Carl Friedrich Roewer miêu tả năm 1942.